# Авангард (Сутиски)
«Авангард» — аматорський футбольний клуб із смт Сутиски Тиврівського району Вінницької області. Учасник чемпіонату України серед аматорів 2007, у якому дійшов до фінального етапу і розділив 5-6 місця з ФК «O.L.KAR» (Шаргород).

## Досягнення
- Чемпіонат Вінницької області:
  - Чемпіон: 2006/07, 2008/09
  - Срібний призер: 2007/08
- Кубок Вінницької області:
  - Володар: 2007, 2008

## Видатні гравці
У складі «Авангарду» грали ряд гравців, які мають досвід виступу за професіональні клуби, зокрема, вінницьку «Ниву» та ФК «Бершадь». Відомі колишні гравці клубу:
- Сергій Бабійчук — колишній гравець вінницької «Ниви» та запорізького «Торпедо» у вищій лізі
- Олексій Рябцев — колишній гравець вінницької «Ниви» у вищій лізі та молодіжної збірної
- Роман Драбенюк — колишній гравець бориспільського «Борисфена» у вищій лізі
- Віталій Костишин — колишній гравець криворізького «Кривбаса» у вищій лізі
- Сергій Підвальний — колишній гравець вінницької «Ниви» у вищій лізі